# Abell 2667

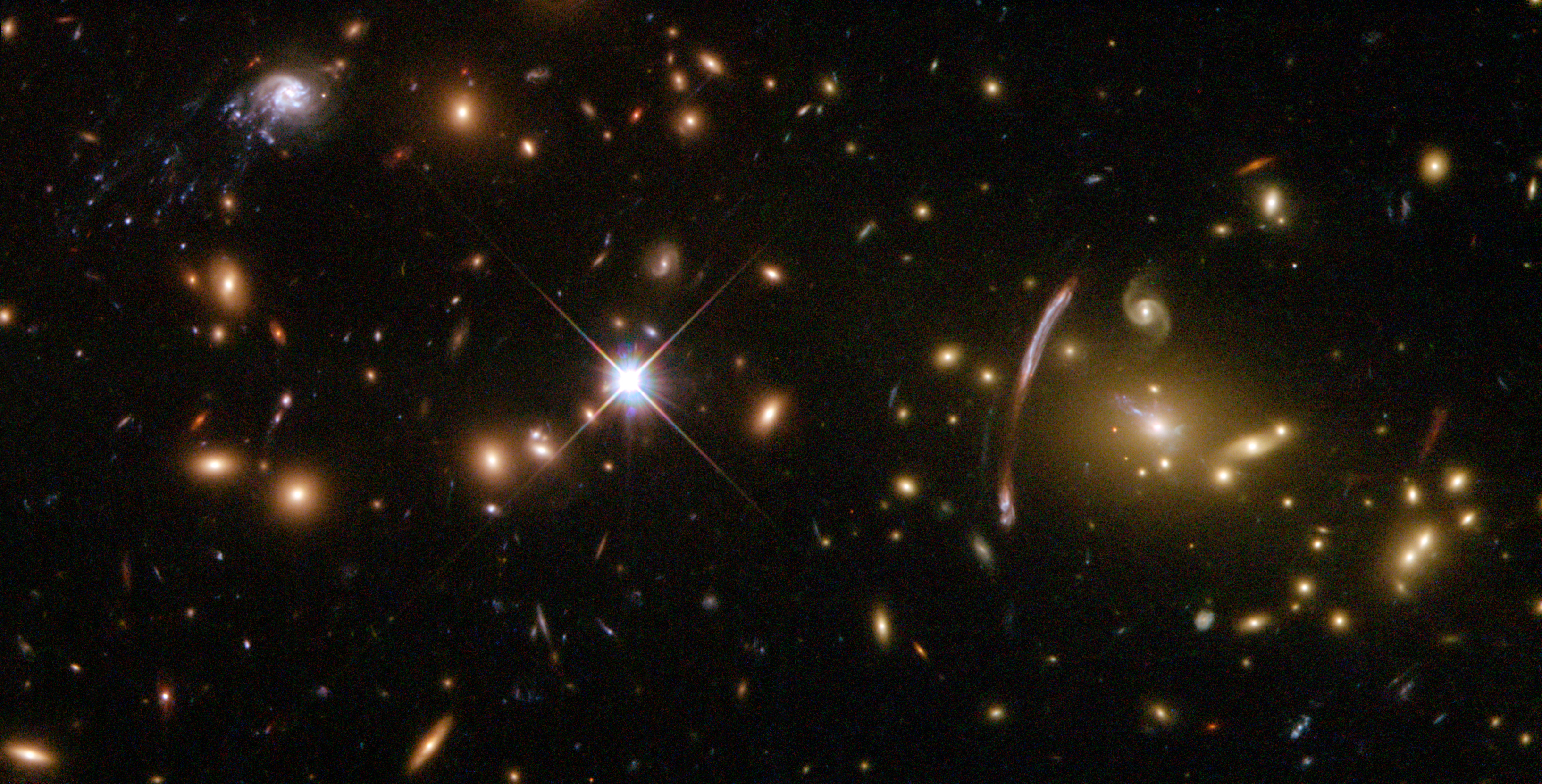
Gromada Abell 2667 – u góry po lewej widoczna jest Galaktyka Kometa (HST)

Abell 2667 – gromada galaktyk znajdująca się w konstelacji Rzeźbiarza w odległości około 3,2 mld lat świetlnych od Ziemi.
Abell 2667 jest masywną gromadą galaktyk. Między poszczególnymi galaktykami należącymi do gromady dochodzi do oddziaływań grawitacyjnych. Galaktyka znajdująca się u góry po lewej stronie zdjęcia nazwana Galaktyką Kometa jest rozrywana na małe fragmenty. Porusza się ona z ogromną prędkością w kierunku centrum gromady zostawiając za sobą fragmenty „ogona”, podobnego do ogona komety. Obserwacja tej galaktyki ukazuje proces odzierania galaktyk z gazu i gwiazd, które bezdomne i rozproszone można znaleźć w obrębie całej gromady Abell 2667. Kondensacja wydartego gazu z galaktyki jest źródłem nowych skupisk gwiazd. Proces ten uświadamia również dlaczego tak wiele galaktyk jest pozbawione gazu.
Galaktyka znajdująca się na dole po prawej stronie zdjęcia wydaje się rozciągnięta. Ta galaktyka w rzeczywistości leży daleko poza gromadą. Jej światło jest soczewkowane grawitacyjnie przez masywną gromadę, co daje efekt rozciągnięcia. Obserwacja zniekształconych galaktyk gromady dostarcza ważnych wskazówek dotyczących ewolucji galaktyk i całych gromad.